# Уготована благодать
Уготована благодать (англ. Prevenient grace) — це християнська богословська доктрина, яка бере свій початок в армініанському богослов'ї, хоча і з'явилася раніше в католицькому богослов'ї. Це божественна благодать, яка передує людським рішенням. Іншими словами, Бог почне проявляти любов до кожної людини в певний момент її життя.
Уготовану благодать приймають в першу чергу християни-армініани, які перебувають під впливом богослов'я Якова Армініуса або Джона Веслі. Армініани-весліани вважають, що благодать уможливлює, але не гарантує особистого прийняття дару спасіння.

## Критика
Кальвіністи часто заперечують доктрину уготованої благодаті, стверджуючи, що вона допускає пелагіанство або напівпелагіанство. Арміній визнавав можливість такого заперечення. Богослов Роберт Е. Піціріллі пише, цитуючи Армінія, що: 
Під «уготованою благодаттю» Армініус мав на увазі ту благодать, яка передує фактичному відродженню і яка, за винятком випадків, коли їй чиниться остаточний опір, неминуче призводить до відродження. Він швидко помітив, що ця «допомога Святого Духа» є такою достатньою, «щоб триматися на якомога більшій відстані від пелагіанства».
Кальвіністи мають власне вчення щодо уготованої благодаті, яку вони ототожнюють з актом відродження, за яким негайно й обов'язково йде віра. Через необхідність спасіння після дарування уготованої благодаті, її називають незборимою благодаттю. Веслеянська попередня благодать також контрастує з кальвіністським розумінням загальної благодаті, через яку Бог виявляє загальну милість до всіх (Мт. 5:43–48), стримує гріх і дає людині знання про Бога, про її гріховність і потребу в спасінні від гріха. Таким чином, загальна благодать, як кажуть, залишає людей без виправдання. Армініани заперечують, що кальвіністська загальна благодать залишає людей абсолютно нездатними прийти до Бога (в цьому кальвіністи згодні) і тому не вірять, що вона залишає їх без виправдання. 
Кальвіністи також стверджують, що коли Біблія говорить про стан тотальної розбещеності людства, про духовну смерть, то вона говорить про це як про реальність, а не гіпотетичний стан, який вирішує для всіх попередня благодать, як, на їхню думку, вчить веслеянська доктрина. Кальвіністи бачать всіх людей або мертвими у своїх гріхах, або живими у Христі (Еф. 2:1–5), а веслеянське вчення про превентивну благодать вони розглядають як створення третього стану, ні мертвого, ні живого. Кальвіністи розуміють «мертвих у гріху» як абсолютно нездатних до вибору Бога, тоді як армініани розуміють це як стан відокремленості від Бога через гріх, але здатних вибирати Бога.
Деякі кальвіністи (та інші) глузливо називають веслеянську концепцію попередньої благодаті «універсальною можливістю». Вони характеризують веслеянський погляд як вчення про те, що Бог відновив кожній людині здатність шукати Бога і вибирати спасіння, і як такий, що не виправдовується Біблією. Вони стверджують, що оскільки ця благодать нібито дається всім однаково, визначальним фактором у спасінні стає воля людини. Кальвіністи вважають, що весляни вчать, що Бог шукає всіх людей однаково, і якби не те, що деякі готові відгукнутися на його спонукання і вмовляння, то ніхто б не врятувався. Вони розглядають цю залежність від волі і вибору людини як добру справу, необхідну для спасіння, і, таким чином, неявно відкидають спасіння тільки по благодаті. І навпаки, в кальвінізмі спасіння приносить виключно Божа воля і благовоління (див. монергізм), щоб спасіння не було, принаймні частково, «від нас самих», на відміну від Ефесян 2:8-9.
Весляни протистоять цим запереченням, стверджуючи, що Бог ініціював спасіння через попередню благодать, і хоча люди все ще зберігають дану Богом вільну волю відповісти на цю ініціативу, спасіння все ще ініціюється (і в кінцевому підсумку активується) Богом через виправдувальну благодать. 